# Vigø
Vigø är en obebodd ö i Danmark.   Den ligger i Helnæs Bugt i Region Syddanmark, i den södra delen av landet, 170 km väster om Köpenhamn. Arean är 0,18 kvadratkilometer.
Terrängen på Vigø är mycket platt. Öns högsta punkt är 16 meter över havet. Den sträcker sig 0,6 kilometer i nord-sydlig riktning, och 0,8 kilometer i öst-västlig riktning.